# Старостін Георгій Сергійович
Георгій Сергійович Старостін (нар. 4 липня 1976) — російський лінгвіст, кандидат філологічних наук (2000), завідувач кафедри історії та філології Далекого Сходу Російського державного гуманітарного університету. Син Сергія Анатолійовича Старостіна (1953—2005), також лінгвіст, він займається розробкою деяких батькових наукових проектів. Г. С. Старостін також украй широко відомий як автор музичних рецензій, які були викладені їм на власному сайті.

## Наукова діяльність
Основною проблемою, розробкою якої займається Г. С. Старостін, є еволюція людських мов. Він займається створенням онлайн-бази з лінгвістики «Вавилонська вежа» (робота над цим проектом була розпочата С. А. Старостіним).

## Основні публікації статей
- Решетников К. Ю., Старостин Г. С. Структура кетской глагольной словоформы. // Кетский сборник. Вып.4. М., 1995. С.7-121.
- Старостин Г. С. Морфология коттского глагола и реконструкция праенисейской глагольной системы. // Кетский сборник. Вып.4. М., 1995. С.122-175.
- Starostin G. S. Alveolar Consonants in Proto-Dravidian: One or More? // «Proceedings on South Asian Languages» (July 1-4, 1997), Moscow, 1998, pp. 183—194.
- Старостин Г. С. Реконструкция фонологической системы прадравидийского языка. Дисс. … к.филол.н.: 10.02.22. М., 2000. 266 стр.
- Starostin G. S. On The Genetic Affiliation Of The Elamite Language // Mother Tongue, Vol. 7, 2002, pp. 147—170.
- Starostin G. S. A lexicostatistical approach towards reconstructing Proto-Khoisan // Mother Tongue, Vol. 8, 2003, pp. 81-126.
- Старостин Г. С. Некоторые аспекты исторического развития кликсов в койсанских языках. // Аспекты компаративистики. 1. М., РГГУ. 2005. С.281-299.
- Старостин Г. С. Еще раз к вопросу о личных местоимениях в дравидийских языках. // Аспекты компаративистики. 2. М., РГГУ. 2007. С.101-150.
- Старостин Г. С. Лабиальные кликсы в койсанских языках. // Аспекты компаративистики. 2. М., РГГУ. 2007. С.353-374.
- Dybo, Anna V., Starostin George S. In Defense of the Comparative Method, or the End of the Vovin Controversy. // Aspects of Comparative Linguistics, v. 3. Moscow: RSUH Publishers, 2008, pp. 109—258.
- George S. Starostin. From Modern Khoisan Languages to Proto-Khoisan: The Value of Intermediate Reconstructions. // Aspects of Comparative Linguistics, v. 3. Moscow: RSUH Publishers, 2008, pp. 337—470.
- Старостин Г. С. Согласовательные классы и способы выражения множественного числа в языке !хонг // «Вопросы языкознания», № 3 (2008). М., 2008.
- К вопросу о методологии языкового анализа древнекитайских текстов (ч. 1) // Вестник РГГУ. 2012. Серия «Востоковедение. Африканистика». № 20 (100). С. 216—248.

## Публічні лекції
Старостін Г. С. Як створюється єдина класифікація мов світу // Публічні лекції «Полит.ру», 2010.